# Sint-Jozefkerk (Hünningen)

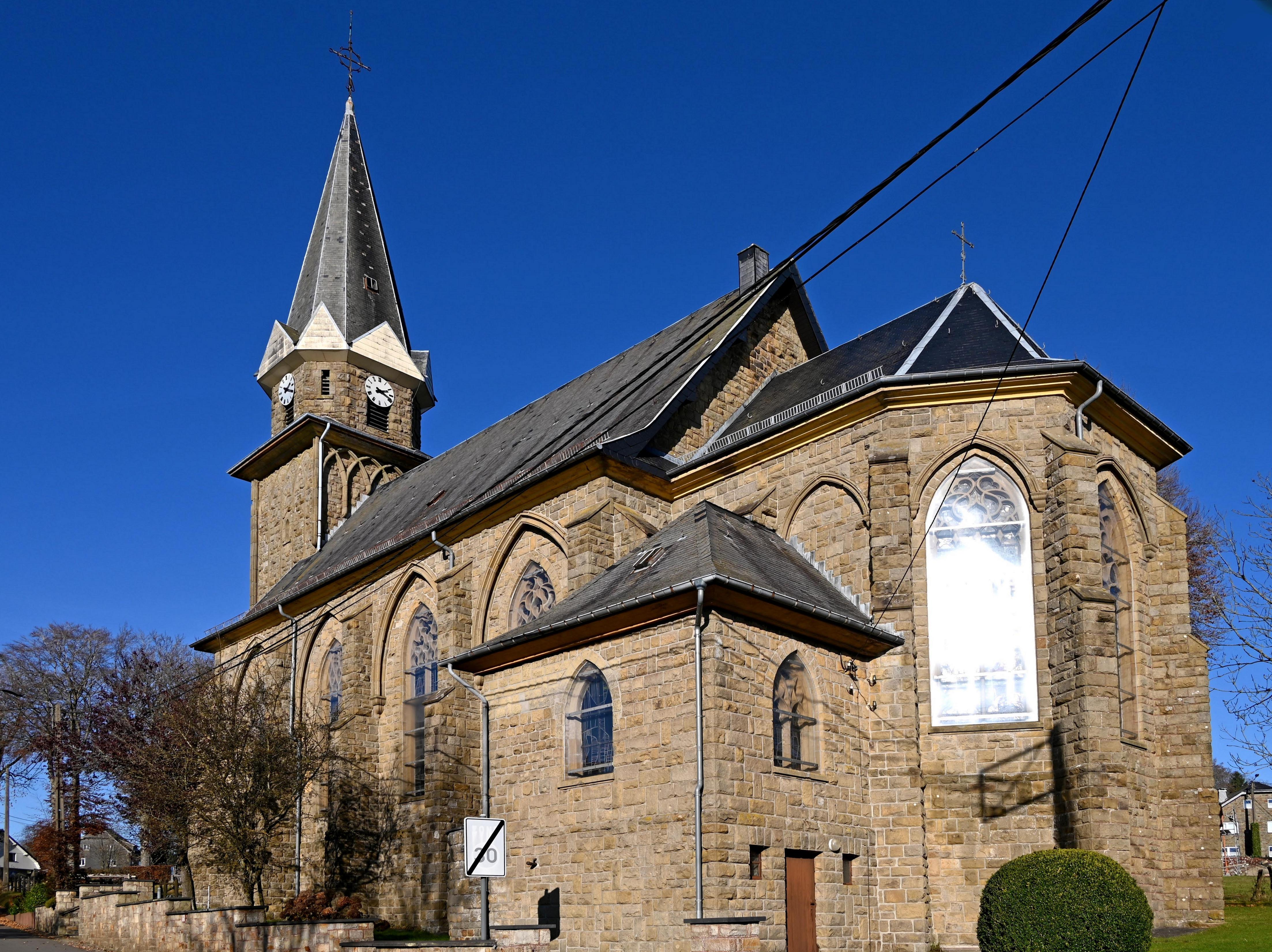
Sint-Jozefkerk

De Sint-Jozefkerk (Duits: Kirche Sankt Joseph) is een kerkgebouw in de tot de gemeente Büllingen behorende plaats Hünningen, in de Belgische provincie Luik.
De kerk die de status heeft van hulpkerk en dus ook wel als kapel wordt aangeduid, werd ingewijd in 1929. Hij werd ontworpen door Henri Cunibert. Het is een neogotisch bouwwerk, opgetrokken in natuursteenblokken. Het interieur is gepleisterd.
Het orgel is van 1951 en werd gebouwd door Georges Haupt.